# Monchiero
Monchiero är en ort och kommun i provinsen Cuneo i regionen Piemonte i Italien. Kommunen hade 578 invånare (2018).